# Gesellschaft zur Förderung des internationalen Jugend- und Bildungsfernsehens
Die Gesellschaft zur Förderung des internationalen Jugend- und Bildungsfernsehens e. V. unterstützt die Stiftung Prix Jeunesse sowie das Internationale Zentralinstitut für das Jugend- und Bildungsfernsehen bei der Erfüllung ihrer jeweiligen Aufgaben. 
Die Gesellschaft wurde 1968 in München gegründet und 1969 in das Vereinsregister eingetragen. 
Mitglieder sind das Zweite Deutsche Fernsehen, der Bayerische Rundfunk, der Freistaat Bayern, die Landeshauptstadt München, die Bayerische Landeszentrale für neue Medien, Super RTL sowie die persönlichen Mitglieder Gerhard Fuchs, Hans-Georg Küppers und bis zu seinem Tod 2016 das Ehrenmitglied Helmut Oeller.
Die einzige bekannte Aktivität der Gesellschaft ist eine Studie aus 2011, von der Der Spiegel berichtet, dass Kinder und Jugendliche Wirklichkeit und Fiktion bei manchen Fernsehsendungen nur schwer unterscheiden könnten. 50 % der befragten Kinder und Jugendlichen hielten Scripted Reality für echt. Nur 22 % erkannten sie als erfunden.
Matthias Schwarzer zitierte diese Studie elf Jahre später bei der Diskussion über die unterschiedliche Zukunft der Scripted Reality bei Sat.1 und RTL.